# 13e étape du Tour de France 2022
Pour un article plus général, voir Tour de France 2022.
La 13e étape du Tour de France 2022 se déroule le vendredi 15 juillet 2022 entre Le Bourg-d'Oisans et Saint-Étienne, sur une distance de 192,6 kilomètres.

## Parcours

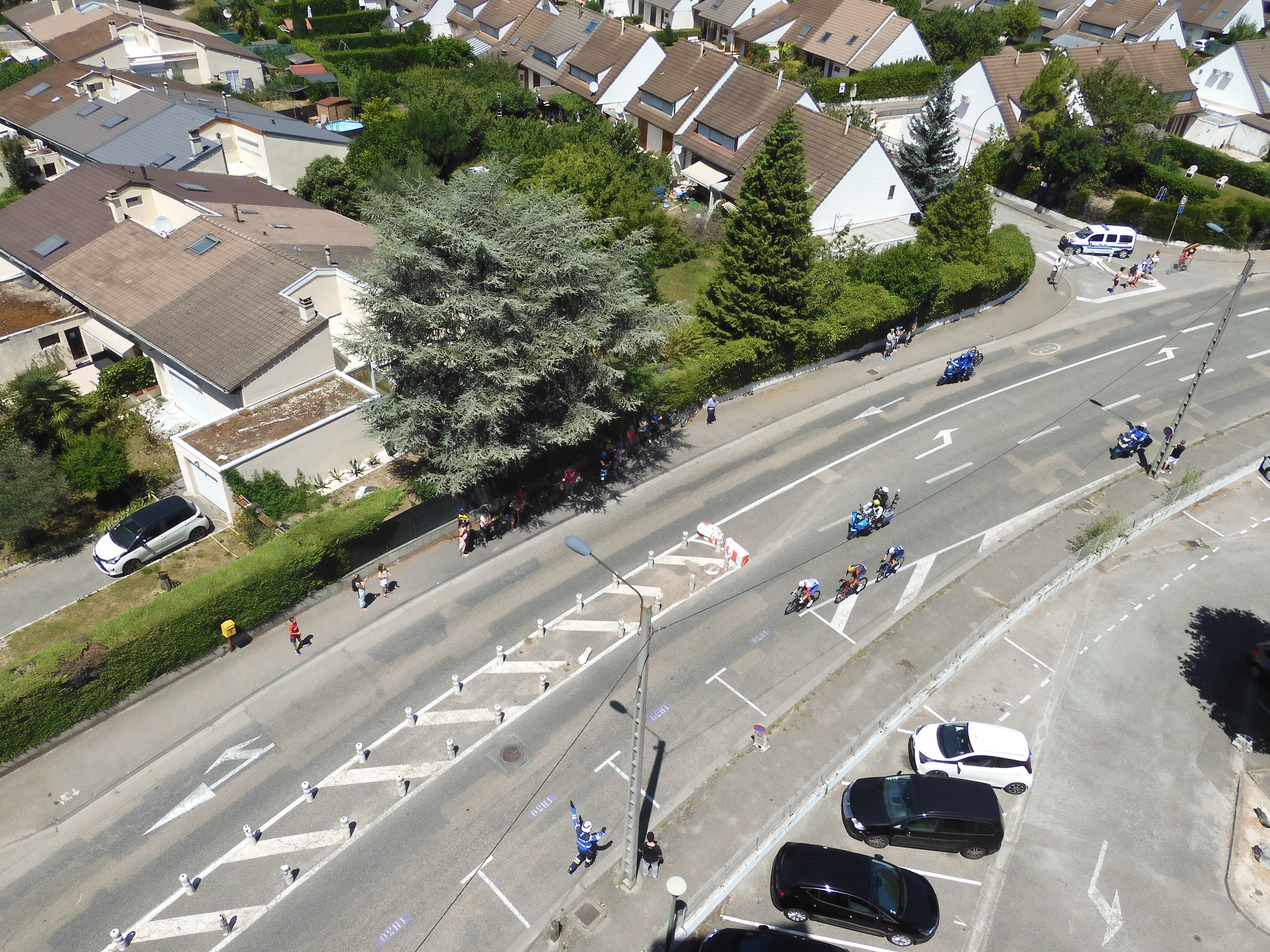
La tête de course à Sassenage

L'étape débute au Bourg-d'Oisans, au pied de l'Alpe d'Huez, site d'arrivée la veille. Le tracé prend la direction de la métropole grenobloise, en descendant la vallée de la Romanche. A la sortie de Vizille, une courte côte permet d'accéder au plateau de Brié-et-Angonnes (3C, 2,4 km à 6,9%), avant la traversée de Grenoble, du sud-est au nord-ouest, par l'avenue Jean-Perrot, rectiligne sur 4,2 kilomètres, le boulevard Maréchal Joffre, le boulevard Gambetta, de 1188 mètres, le quai Claude-Bernard, l'avenue des Martyrs, devant le polygone scientifique. 
La sortie de Grenoble passe par l'échangeur routier de la presqu'île de Grenoble, en débouchant sur le pont des Martyrs vers Sassenage. Le parcours longe l'Isère, via la D1532, jusqu'à Saint-Quentin-sur-Isère. Depuis Tullins, le peloton accède au col de Parménie (2C, 5,1 km à 6,6%), seconde ascension au programme, avant de basculer vers la Plaine de Bièvre et La Côte-Saint-André (sprint intermédiaire, km 101,6). 

Le tracé poursuit vers l'ouest et entre dans la vallée du Rhône par Vienne (136 km, 196 m), avant d'accéder à la troisième et dernière côte, celle de Saint-Romain-en-Gal (3C, 6,6 km à 4,5%, 466 m), à la même altitude que Saint-Étienne, site d'arrivée. Une fois traversé le parc naturel régional du Pilat, le tracé gagne Rive-de-Gier (km 165,3, 230 m), puis remonte la vallée du Gier, jusqu'à Saint-Chamond, et celle du Langonand, jusqu'à La Talaudière (km 185, 503 m). Il ne reste plus que 7,6 kilomètres jusqu'à l'arrivée à Saint-Etienne, boulevard Claude Verney-Carron. 

## Déroulement de la course
Le Français Warren Barguil (Arkéa-Samsic) est non-partant, après un test positif au Covid-19.
Dès le kilomètre zéro, de nombreux coureurs sont intéressés par la formation de l'échappée, qui a de forte chance de se disputer la victoire d'étape. Dans la traversée de Vizille, l'échappée compte une quinzaine de secondes sur le peloton et est constituée de cinq coureurs : le Danois Mads Pedersen (Trek-Segafredo), le Français Pierre-Luc Périchon (Cofidis), l'Italien Luca Mozzato (B&B Hotels-KTM) et les deux Néerlandais Taco van der Hoorn (Intermarché-Wanty-Gobert) et Dany van Poppel (Bora-Hansgrohe). Au sommet de la côte de Brié (3C, 2,4 km à 6,9%), l'Italien Filippo Ganna (INEOS Grenadiers) passe en tête, devant le Suisse Stefan Küng (Groupama-FDJ) et l'Américain Matteo Jorgenson (Movistar), avec douze secondes d'avance sur l'avant du peloton. À la sortie de Grenoble, c'est finalement un groupe de sept coureurs qui se forme à l'avant de la course : ces trois derniers, Mads Pedersen, puis l'Américain Quinn Simmons (Trek-Segafredo), le Britannique Fred Wright (Bahrain Victorious) et le Canadien Hugo Houle (Israel-Premier Tech).
Au col de Parménie (2C, 5,1 km à 6,6%), Pedersen passe en tête, devant Küng, Ganna et Simmons, avec deux minutes et trente-quatre secondes d'avance sur le peloton, mené par la Jumbo-Visma du maillot jaune danois Jonas Vingegaard. Au sprint intermédiaire de La Côte-Saint-André (km 101,6), Pedersen mène l'échappée, avec une minute et vingt secondes d'avance sur le maillot vert belge Wout van Aert (Jumbo-Visma) à l'avant du peloton. Au sommet de la côte de Saint-Romain-en-Gal (3C, 6,6 km à 4,5%), Pedersen devance Küng, alors que Simmons perd le contact ; derrière, la BixeExchange-Jayco décide d'accélérer pour l'Australien Michael Matthews, avec trois minutes et vingt-quatre secondes de retard.
À vingt kilomètres de l'arrivée, le peloton compte un retard de deux minutes et seize secondes sur six coureurs de tête. À dix kilomètres de l'arrivée, à la sortie de Saint-Chamond, les six coureurs se séparent en deux groupes de trois, sur l'attaque de Mads Pedersen. Un groupe de trois se forme à l'avant : Houle, Pedersen et Wright. L'étape se conclut au sprint entre ces trois antagonistes, le danois, champion du monde en 2019, s'impose triomphalement devant le stade Geoffroy-Guichard, devant Fred Wright et Hugo Houle ; derrière, Stefan Küng devance les perdants de l'échappée, avec trente secondes de retard. Dans le peloton, van Aert surpasse le champion de France Florian Sénéchal (Quick-Step Alpha Vinyl) et Luca Mozzato, cinq minutes et quarante-cinq secondes après le vainqueur.
Rien n'évolue au niveau des différents classements : van Aert conserve le maillot vert, Vingegaard le maillot jaune, l'Allemand Simon Geschke (Cofidis) le maillot à pois, le Slovène Tadej Pogačar (UAE Emirates) le maillot blanc et INEOS Grenadiers le classement par équipes. En plus de la victoire d'étape, Mads Pedersen est récompensé du prix de combatif du jour.

## Résultats

### Classement de l'étape
| Classement de la 13e étape | Classement de la 13e étape | Classement de la 13e étape | Classement de la 13e étape         | Classement de la 13e étape |
|                            | Coureur                    | Pays                       | Équipe                             | Temps                      |
| -------------------------- | -------------------------- | -------------------------- | ---------------------------------- | -------------------------- |
| 1er                        | Mads Pedersen              | Danemark                   | Trek-Segafredo                     | en 4 h 13 min 3 s          |
| 2e                         | Fred Wright                | Grande-Bretagne            | Bahrain Victorious                 | + 0 s                      |
| 3e                         | Hugo Houle                 | Canada                     | Israel-Premier Tech                | + 0 s                      |
| 4e                         | Stefan Küng                | Suisse                     | Groupama-FDJ                       | + 30 s                     |
| 5e                         | Matteo Jorgenson           | États-Unis                 | Movistar                           | + 30 s                     |
| 6e                         | Filippo Ganna              | Italie                     | Ineos Grenadiers                   | + 32 s                     |
| 7e                         | Wout van Aert              | Belgique                   | Jumbo-Visma                        | + 5 min 45 s               |
| 8e                         | Florian Sénéchal           | France                     | Quick-Step Alpha Vinyl             | + 5 min 45 s               |
| 9e                         | Luca Mozzato               | Italie                     | B&B Hotels-KTM                     | + 5 min 45 s               |
| 10e                        | Andrea Pasqualon           | Italie                     | Intermarché-Wanty-Gobert Matériaux | + 5 min 45 s               |
| modifier                   |                            |                            |                                    |                            |

### Bonifications en temps
|   | Coureur       | Pays            | Équipe              | Secondes |
| - | ------------- | --------------- | ------------------- | -------- |
| 1 | Mads Pedersen | Danemark        | Trek-Segafredo      | 10 s     |
| 2 | Fred Wright   | Grande-Bretagne | Bahrain Victorious  | 6 s      |
| 3 | Hugo Houle    | Canada          | Israel-Premier Tech | 4 s      |

### Points attribués
| Sprint intermédiaire La Côte-Saint-André (km 101,6) | Sprint intermédiaire La Côte-Saint-André (km 101,6) | Sprint intermédiaire La Côte-Saint-André (km 101,6) | Sprint intermédiaire La Côte-Saint-André (km 101,6) | Sprint intermédiaire La Côte-Saint-André (km 101,6) |
| --------------------------------------------------- | --------------------------------------------------- | --------------------------------------------------- | --------------------------------------------------- | --------------------------------------------------- |
|                                                     | Coureur                                             | Pays                                                | Équipe                                              | Point(s)                                            |
| 1er                                                 | Mads Pedersen                                       | Danemark                                            | Trek-Segafredo                                      | 20                                                  |
| 2e                                                  | Filippo Ganna                                       | Italie                                              | Ineos Grenadiers                                    | 17                                                  |
| 3e                                                  | Hugo Houle                                          | Canada                                              | Israel-Premier Tech                                 | 15                                                  |
| 4e                                                  | Quinn Simmons                                       | États-Unis                                          | Trek-Segafredo                                      | 13                                                  |
| 5e                                                  | Fred Wright                                         | Grande-Bretagne                                     | Bahrain Victorious                                  | 11                                                  |
| 6e                                                  | Stefan Küng                                         | Suisse                                              | Groupama-FDJ                                        | 10                                                  |
| 7e                                                  | Matteo Jorgenson                                    | États-Unis                                          | Movistar                                            | 9                                                   |
| 8e                                                  | Wout van Aert                                       | Belgique                                            | Jumbo-Visma                                         | 8                                                   |
| 9e                                                  | Christophe Laporte                                  | France                                              | Jumbo-Visma                                         | 7                                                   |
| 10e                                                 | Edward Planckaert                                   | Belgique                                            | Alpecin-Deceuninck                                  | 6                                                   |
| 11e                                                 | Philippe Gilbert                                    | Belgique                                            | Lotto-Soudal                                        | 5                                                   |
| 12e                                                 | Guillaume Van Keirsbulck                            | Belgique                                            | Alpecin-Deceuninck                                  | 4                                                   |
| 13e                                                 | Brent Van Moer                                      | Belgique                                            | Lotto-Soudal                                        | 3                                                   |
| 14e                                                 | Frederik Frison                                     | Belgique                                            | Lotto-Soudal                                        | 2                                                   |
| 15e                                                 | Florian Vermeersch                                  | Belgique                                            | Lotto-Soudal                                        | 1                                                   |
| modifier                                            |                                                     |                                                     |                                                     |                                                     |

| Arrivée d'étape Saint-Étienne (km 192,6) | Arrivée d'étape Saint-Étienne (km 192,6) | Arrivée d'étape Saint-Étienne (km 192,6) | Arrivée d'étape Saint-Étienne (km 192,6) | Arrivée d'étape Saint-Étienne (km 192,6) |
| ---------------------------------------- | ---------------------------------------- | ---------------------------------------- | ---------------------------------------- | ---------------------------------------- |
|                                          | Coureur                                  | Pays                                     | Équipe                                   | Point(s)                                 |
| 1er                                      | Mads Pedersen                            | Danemark                                 | Trek-Segafredo                           | 50                                       |
| 2e                                       | Fred Wright                              | Grande-Bretagne                          | Bahrain Victorious                       | 30                                       |
| 3e                                       | Hugo Houle                               | Canada                                   | Israel-Premier Tech                      | 20                                       |
| 4e                                       | Stefan Küng                              | Suisse                                   | Groupama-FDJ                             | 18                                       |
| 5e                                       | Matteo Jorgenson                         | États-Unis                               | Movistar                                 | 16                                       |
| 6e                                       | Filippo Ganna                            | Italie                                   | Ineos Grenadiers                         | 14                                       |
| 7e                                       | Wout van Aert                            | Belgique                                 | Jumbo-Visma                              | 12                                       |
| 8e                                       | Florian Sénéchal                         | France                                   | Quick-Step Alpha Vinyl                   | 10                                       |
| 9e                                       | Luca Mozzato                             | Italie                                   | B&B Hotels-KTM                           | 8                                        |
| 10e                                      | Andrea Pasqualon                         | Italie                                   | Intermarché-Wanty-Gobert Matériaux       | 7                                        |
| 11e                                      | Alberto Dainese                          | Italie                                   | Team DSM                                 | 6                                        |
| 12e                                      | Tadej Pogačar                            | Slovénie                                 | UAE Team Emirates                        | 5                                        |
| 13e                                      | Marco Haller                             | Autriche                                 | Bora-Hansgrohe                           | 4                                        |
| 14e                                      | Alexander Kristoff                       | Norvège                                  | Intermarché-Wanty-Gobert Matériaux       | 3                                        |
| 15e                                      | Amaury Capiot                            | Belgique                                 | Arkéa-Samsic                             | 2                                        |
| modifier                                 |                                          |                                          |                                          |                                          |

### Cols et côtes
| Côte de Brié (km 30,4) 3e catégorie (2,4 km à 6,9 %) | Côte de Brié (km 30,4) 3e catégorie (2,4 km à 6,9 %) | Côte de Brié (km 30,4) 3e catégorie (2,4 km à 6,9 %) | Côte de Brié (km 30,4) 3e catégorie (2,4 km à 6,9 %) | Côte de Brié (km 30,4) 3e catégorie (2,4 km à 6,9 %) |
| ---------------------------------------------------- | ---------------------------------------------------- | ---------------------------------------------------- | ---------------------------------------------------- | ---------------------------------------------------- |
|                                                      | Coureur                                              | Pays                                                 | Équipe                                               | Point(s)                                             |
| 1er                                                  | Filippo Ganna                                        | Italie                                               | Ineos Grenadiers                                     | 2                                                    |
| 2e                                                   | Stefan Küng                                          | Suisse                                               | Groupama-FDJ                                         | 1                                                    |
| modifier                                             |                                                      |                                                      |                                                      |                                                      |

| Col de Parménie (km 79,2) 2e catégorie (5,1 km à 6,6 %) | Col de Parménie (km 79,2) 2e catégorie (5,1 km à 6,6 %) | Col de Parménie (km 79,2) 2e catégorie (5,1 km à 6,6 %) | Col de Parménie (km 79,2) 2e catégorie (5,1 km à 6,6 %) | Col de Parménie (km 79,2) 2e catégorie (5,1 km à 6,6 %) |
| ------------------------------------------------------- | ------------------------------------------------------- | ------------------------------------------------------- | ------------------------------------------------------- | ------------------------------------------------------- |
|                                                         | Coureur                                                 | Pays                                                    | Équipe                                                  | Point(s)                                                |
| 1er                                                     | Mads Pedersen                                           | Danemark                                                | Trek-Segafredo                                          | 5                                                       |
| 2e                                                      | Stefan Küng                                             | Suisse                                                  | Groupama-FDJ                                            | 3                                                       |
| 3e                                                      | Filippo Ganna                                           | Italie                                                  | Ineos Grenadiers                                        | 2                                                       |
| 4e                                                      | Quinn Simmons                                           | États-Unis                                              | Trek-Segafredo                                          | 1                                                       |
| modifier                                                |                                                         |                                                         |                                                         |                                                         |

| \| Côte de Saint-Romain-en-Gal (km 148,6) 3e catégorie (6,6 km à 4,5 %) \| Côte de Saint-Romain-en-Gal (km 148,6) 3e catégorie (6,6 km à 4,5 %) \| Côte de Saint-Romain-en-Gal (km 148,6) 3e catégorie (6,6 km à 4,5 %) \| Côte de Saint-Romain-en-Gal (km 148,6) 3e catégorie (6,6 km à 4,5 %) \| Côte de Saint-Romain-en-Gal (km 148,6) 3e catégorie (6,6 km à 4,5 %) \| \| -------------------------------------------------------------------- \| -------------------------------------------------------------------- \| -------------------------------------------------------------------- \| -------------------------------------------------------------------- \| -------------------------------------------------------------------- \| \| \| Coureur \| Pays \| Équipe \| Point(s) \| \| 1er \| Mads Pedersen \| Danemark \| Trek-Segafredo \| 2 \| \| 2e \| Stefan Küng \| Suisse \| Groupama-FDJ \| 1 \| \| modifier \| \| \| \| \| |               |          |                |          |
| Côte de Saint-Romain-en-Gal (km 148,6) 3e catégorie (6,6 km à 4,5 %) |               |          |                |          |
| | Coureur       | Pays     | Équipe         | Point(s) |
| 1er | Mads Pedersen | Danemark | Trek-Segafredo | 2        |
| 2e | Stefan Küng   | Suisse   | Groupama-FDJ   | 1        |
| modifier |               |          |                |          |

### Prix de la combativité
- Mads Pedersen (Trek-Segafredo)

## Classements à l'issue de l'étape

### Classement général
| Classement général | Classement général | Classement général | Classement général | Classement général  |
|                    | Coureur            | Pays               | Équipe             | Temps               |
| ------------------ | ------------------ | ------------------ | ------------------ | ------------------- |
| 1er                | Jonas Vingegaard   | Danemark           | Jumbo-Visma        | en 50 h 47 min 34 s |
| 2e                 | Tadej Pogačar      | Slovénie           | UAE Team Emirates  | + 2 min 22 s        |
| 3e                 | Geraint Thomas     | Grande-Bretagne    | Ineos Grenadiers   | + 2 min 26 s        |
| 4e                 | Romain Bardet      | France             | Team DSM           | + 2 min 35 s        |
| 5e                 | Adam Yates         | Grande-Bretagne    | Ineos Grenadiers   | + 3 min 44 s        |
| 6e                 | Nairo Quintana     | Colombie           | Arkéa-Samsic       | + 3 min 58 s        |
| 7e                 | David Gaudu        | France             | Groupama-FDJ       | + 4 min 7 s         |
| 8e                 | Tom Pidcock        | Grande-Bretagne    | Ineos Grenadiers   | + 7 min 39 s        |
| 9e                 | Enric Mas          | Espagne            | Movistar           | + 9 min 32 s        |
| 10e                | Aleksandr Vlasov   | Bannière neutre    | Bora-Hansgrohe     | + 10 min 6 s        |
| modifier           |                    |                    |                    |                     |

| Classement par points | Classement par points | Classement par points | Classement par points  | Classement par points |
| --------------------- | --------------------- | --------------------- | ---------------------- | --------------------- |
|                       | Coureur               | Pays                  | Équipe                 | Point(s)              |
| 1er                   | Wout van Aert         | Belgique              | Jumbo-Visma            | 333 points            |
| 2e                    | Tadej Pogačar         | Slovénie              | UAE Team Emirates      | 164 pts               |
| 3e                    | Fabio Jakobsen        | Pays-Bas              | Quick-Step Alpha Vinyl | 155 pts               |
| 4e                    | Mads Pedersen         | Danemark              | Trek-Segafredo         | 132 pts               |
| 5e                    | Magnus Cort Nielsen   | Danemark              | EF Education-EasyPost  | 129 pts               |
| 6e                    | Christophe Laporte    | France                | Jumbo-Visma            | 121 pts               |
| 7e                    | Jasper Philipsen      | Belgique              | Alpecin-Deceuninck     | 116 pts               |
| 8e                    | Jonas Vingegaard      | Danemark              | Jumbo-Visma            | 96 pts                |
| 9e                    | Peter Sagan           | Slovaquie             | TotalEnergies          | 86 pts                |
| 10e                   | Fred Wright           | Grande-Bretagne       | Bahrain Victorious     | 76 pts                |
| modifier              |                       |                       |                        |                       |

| Classement du meilleur grimpeur | Classement du meilleur grimpeur | Classement du meilleur grimpeur | Classement du meilleur grimpeur    | Classement du meilleur grimpeur |
| ------------------------------- | ------------------------------- | ------------------------------- | ---------------------------------- | ------------------------------- |
|                                 | Coureur                         | Pays                            | Équipe                             | Point(s)                        |
| 1er                             | Simon Geschke                   | Allemagne                       | Cofidis                            | 43 points                       |
| 2e                              | Louis Meintjes                  | Afrique du Sud                  | Intermarché-Wanty-Gobert Matériaux | 39 pts                          |
| 3e                              | Jonas Vingegaard                | Danemark                        | Jumbo-Visma                        | 36 pts                          |
| 4e                              | Giulio Ciccone                  | Italie                          | Trek-Segafredo                     | 35 pts                          |
| 5e                              | Pierre Latour                   | France                          | TotalEnergies                      | 35 pts                          |
| 6e                              | Neilson Powless                 | États-Unis                      | EF Education-EasyPost              | 35 pts                          |
| 7e                              | Tom Pidcock                     | Grande-Bretagne                 | Ineos Grenadiers                   | 28 pts                          |
| 8e                              | Anthony Perez                   | France                          | Cofidis                            | 26 pts                          |
| 9e                              | Tadej Pogačar                   | Slovénie                        | UAE Team Emirates                  | 26 pts                          |
| 10e                             | Christopher Froome              | Grande-Bretagne                 | Israel-Premier Tech                | 22 pts                          |
| modifier                        |                                 |                                 |                                    |                                 |

| Classement général du meilleur jeune | Classement général du meilleur jeune | Classement général du meilleur jeune | Classement général du meilleur jeune | Classement général du meilleur jeune |
|                                      | Coureur                              | Pays                                 | Équipe                               | Temps                                |
| ------------------------------------ | ------------------------------------ | ------------------------------------ | ------------------------------------ | ------------------------------------ |
| 1er                                  | Tadej Pogačar                        | Slovénie                             | UAE Team Emirates                    | en 50 h 49 min 56 s                  |
| 2e                                   | Tom Pidcock                          | Grande-Bretagne                      | Ineos Grenadiers                     | + 5 min 17 s                         |
| 3e                                   | Brandon McNulty                      | États-Unis                           | UAE Team Emirates                    | + 54 min 11 s                        |
| 4e                                   | Matteo Jorgenson                     | États-Unis                           | Movistar                             | + 54 min 49 s                        |
| 5e                                   | Andreas Leknessund                   | Norvège                              | Team DSM                             | + 1 h 4 min 33 s                     |
| 6e                                   | Kevin Geniets                        | Luxembourg                           | Groupama-FDJ                         | + 1 h 14 min 32 s                    |
| 7e                                   | Michael Storer                       | Australie                            | Groupama-FDJ                         | + 1 h 17 min 41 s                    |
| 8e                                   | Georg Zimmermann                     | Allemagne                            | Intermarché-Wanty-Gobert Matériaux   | + 1 h 20 min 28 s                    |
| 9e                                   | Fred Wright                          | Grande-Bretagne                      | Bahrain Victorious                   | + 1 h 33 min 43 s                    |
| 10e                                  | Matis Louvel                         | France                               | Arkéa-Samsic                         | + 1 h 53 min 30 s                    |
| modifier                             |                                      |                                      |                                      |                                      |

| Classement par équipes | Classement par équipes | Classement par équipes | Classement par équipes |
|                        | Équipe                 | Pays                   | Temps                  |
| ---------------------- | ---------------------- | ---------------------- | ---------------------- |
| 1re                    | Ineos Grenadiers       | Grande-Bretagne        | en 152 h 21 min 50 s   |
| 2e                     | Jumbo-Visma            | Pays-Bas               | + 20 min 59 s          |
| 3e                     | Groupama-FDJ           | France                 | + 44 min 33 s          |
| 4e                     | UAE Team Emirates      | Émirats arabes unis    | + 1 h 5 min 17 s       |
| 5e                     | Bora-Hansgrohe         | Allemagne              | + 1 h 35 min 42 s      |
| 6e                     | Movistar               | Espagne                | + 1 h 42 min 17 s      |
| 7e                     | Arkéa-Samsic           | France                 | + 1 h 43 min 1 s       |
| 8e                     | Bahrain Victorious     | Bahreïn                | + 1 h 48 min 7 s       |
| 9e                     | Team DSM               | Pays-Bas               | + 2 h 2 min 40 s       |
| 10e                    | Astana Qazaqstan       | Kazakhstan             | + 2 h 21 min 39 s      |
| modifier               |                        |                        |                        |

## Abandons
Deux coureurs quittent le Tour lors de cette étape :
- Victor Lafay (Cofidis) : abandon[5]
- Warren Barguil (Arkéa-Samsic) : non partant, test positif à la Covid-19[6]